# Wilberth Hernández
Wilberth Hernández (Usulután, El Salvador; 5 de abril de 1994) es un futbolista salvadoreño. Juega de guardameta en el Club Deportivo Luis Angel Firpo de la Liga Pepsi.

## Clubes
Actualizado al último partido jugado el 11 de mayo de 2025.
| Club Deportivo Dragón · El Salvador           | 1.ª                 | 2017-18             | 9   | (8)   | - | - | - | -    | 9   | (8)   |
| Club Deportivo Dragón · El Salvador           | Total               | Total               | 9   | (8)   | 0 | 0 | 0 | 0    | 9   | (8)   |
| Pasaquina Fútbol Club · El Salvador           | 1.ª                 | 2018-19             | 12  | (13)  | - | - | - | -    | 12  | (13)  |
| Pasaquina Fútbol Club · El Salvador           | Total               | Total               | 12  | (13)  | 0 | 0 | 0 | 0    | 12  | (13)  |
| Club Deportivo FAS · El Salvador              | 1.ª                 | 2019-20             | 16  | (16)  | - | - | - | -    | 16  | (16)  |
| Club Deportivo FAS · El Salvador              | Total               | Total               | 16  | (16)  | 0 | 0 | 0 | 0    | 16  | (16)  |
| Santa Tecla Fútbol Club · El Salvador         | 1.ª                 | 2020-21             | 5   | (6)   | - | - | - | -    | 5   | (6)   |
| Santa Tecla Fútbol Club · El Salvador         | 1.ª                 | 2021-22             | 16  | (20)  | - | - | - | -    | 16  | (25)  |
| Santa Tecla Fútbol Club · El Salvador         | Total               | Total               | 21  | (31)  | 0 | 0 | 0 | 0    | 21  | (31)  |
| Club Deportivo Luis Ángel Firpo · El Salvador | 1.ª                 | 2022-23             | 18  | (13)  | - | - | - | -    | 18  | (13)  |
| Club Deportivo Luis Ángel Firpo · El Salvador | 1.ª                 | 2023-24             | 48  | (60)  | - | - | - | -    | 48  | (60)  |
| Club Deportivo Luis Ángel Firpo · El Salvador | 1.ª                 | 2024-25             | 36  | (38)  | - | - | 3 | (10) | 39  | (48)  |
| Club Deportivo Luis Ángel Firpo · El Salvador | 1.ª                 | 2025-26             |     |       |   |   |   |      |     |       |
| Club Deportivo Luis Ángel Firpo · El Salvador | Total               | Total               | 102 | (111) | 0 | 0 | 3 | (10) | 105 | (121) |
| Total en su carrera                           | Total en su carrera | Total en su carrera | 160 | (179) | 0 | 0 | 3 | (10) | 163 | (189) |
| (2) No incluye goles en partidos amistosos.   |                     |                     |     |       |   |   |   |      |     |       |